# Alliance néerlandaise des syndicats
La Nederlands Verbond van Vakverenigingen en français : « Alliance néerlandaise des syndicats », abrégé en NVV, est un ancien syndicat néerlandais fondé en 1906, de la fusion de 15 syndicats.
Le syndicat à l'origine lié au Parti social-démocrate des ouvriers, devient proche du Parti travailliste qui en prend la relève après la Seconde Guerre mondiale. Il disparaît lorsqu'il fusionne avec le Syndicat catholique néerlandais en janvier 1982 pour donner naissance à la Confédération syndicale des Pays-Bas.

## Histoire

### Genèse
L'un des premiers syndicats à être créé aux Pays-Bas est le Secrétariat national du travail (NAS), fondé en 1893 à la suite d'une résolution prise lors de la Deuxième Internationale. Ce syndicat poursuit un idéal révolutionnaire très fort dans les années 1890-1900 et rejette radicalement la politique ce qui créé des tensions avec les éléments sociaux-démocrates au sein du syndicat. Ce rejet de la politique s'exprime par exemple en 1896, lorsque le NAS exclu tous les partis politiques, dont le Parti social-démocrate des ouvriers (SDAP), qui avaient été autorisés à rejoindre l'organisation deux années plus tôt.
Le SDAP cherche alors dès 1896 à fonder un syndicat social-démocrate, pour pouvoir se positionner entre le NAS et les syndicats confessionnels protestants ou catholiques qui existent en raison de la pilarisation de la société néerlandais,.
Bien que le besoin se fait de plus en plus sentir pour la création de ce syndicat alternatif, les dirigeants du SDAP rechignent de 1898 à 1905 à mettre en route ce processus. Mais c'est la grande grève des cheminots de 1903 qui va relancer sérieusement ce projet et cette demande de la part des travailleurs d'affinité socialiste démocratique.
Le 30 juillet 1905 a lieu la réunion fondatrice qui mène à la création officielle du syndicat le 1er janvier 1906. Ce syndicat est alors l'alliance d'une quinzaine de syndicats indépendants, certains d'entre-eux étant d'anciennes sections dissidentes du NAS. Le premier président de ce nouveau syndicat est Henri Polak, un cadre du SDAP.

### Première années
Bien que le syndicat est en principe proche idéologiquement du SDAP, il garde officiellement ses distances avec celui-ci, notamment pour pouvoir agrandir son champs de recrutement, au-delà des clivages confessionnels et de la pilarisation.
Le NVV adopte alors une ligne idéologique différente du NAS, puisqu'il rejette les velléités révolutionnaires et ne trouvant pas problématique d'exister au sein d'un système capitaliste, bien qu'il poursuit le but de l'évolution de la société vers le socialisme par le parlementarisme.
En 1910 le NVV et le SDAP se rapprochent mais gardent des points de discorde notamment au sujet du rapport à entretenir au sujet du cas de certaines grèves. Le SDAP est plus enclin que le NVV à soutenir tous les grévistes, même non-syndiqués ou membres du NAS, mais adopte se range généralement du côté de la position d’intransigeance développée par le NVV.

## Annexe